# 蒼白
蒼白（
），又稱面色蒼白、臉色蒼白，指不常見的、皮膚顏色較平常更淺的狀況，在皮膚較薄但微血管密集處較為明顯，像是眼睑、耳垂、指甲等部位。
蒼白可能由情緒、血流量減少或贫血等因素引起，血红蛋白减少，人的臉部就會出現這種顏色。不過除非全身都呈現苍白色（唇色、舌、手掌、口腔和其他粘膜区出現苍白），否则只是臉色蒼白的話通常不具有临床意义。
此外當眼瞼和皮膚較蒼白時，也應留意有無黄疸。外傷或肝病皆可能造成大量溶血反應，使得皮膚蒼白。

## 因素
- 偏頭痛或頭痛[7]
- 過量的雌二醇或雌酮
- 骨質疏鬆症
- 恐惧、尷尬、喪慟[8]
- 神经性厌食症
- 贫血[9]
- 缺铁
- 维生素B12缺乏症[10]
- 休克
- 腔室症候群
- 凍傷
- 普通感冒
- 癌症[11]
- 低血糖[12]
- 心跳过缓
- 恐慌發作
- 藥品
  - 乙醇
  - 大麻
- 鉛中毒
- 晕动病[13]
- 心血管疾病
- 周邊動脈阻塞
- 甲狀腺機能低下症
- 壞血病
- 结核病
- 睡眠不足
- 嗜铬细胞瘤
- 姿位性低血壓
- 甲基多巴
- 食欲不振
- 纤维肌痛
- 血栓闭塞性脉管炎
- 血容量減少